# Simon Denis

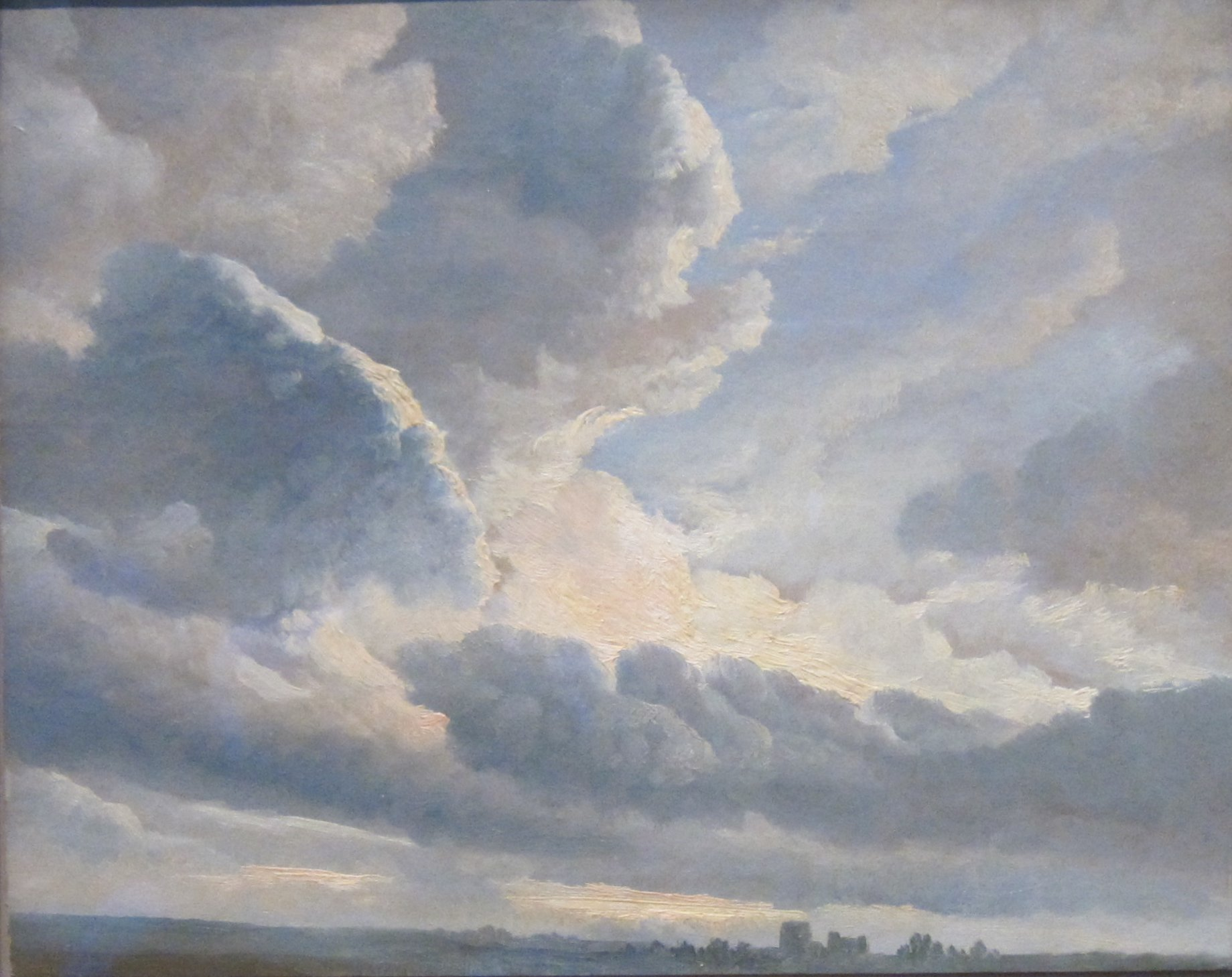
Estudio de Nubes con un Ocaso Roma cercana, óleo sobre papel, actualmente en museo J. Paul Getty.

Simon-Joseph-Alexandre-Clément Denis (14 de abril de 1755, Antwerp – 1 de enero de 1813, Nápoles) fue un pintor flamenco activo principalmente en Italia.

## Vida
Denis estudió en la ciudad natal de Antwerp, con el paisajista y pintor H.-J. Antonissen. El trabajo de Balthasar Paul Ommeganck también influenció en su estilo.
Vivió en París durante diez años, donde se ganó el patronaje del comerciante de arte Jean-Baptiste-Pierre Lebrun. Su soporte le permitió trasladarse a Roma en 1786. Ahí sus dibujos atrajeron la atención de muchos y en 1787 se casó con una mujer local. Se mantuvo cerca de la comunidad flamenca en Roma y en 1789 fue elegido presidente de la Fundación St. Julien des Flamands. También desarrolló lazos con la comunidad artística francesa; Élisabeth-Louise Vigée-Le Brun estuvo con él durante unos días en 1789 y ese mismo año ambos viajaron con François-Guillaume Ménageot para visitar Tivoli. Durante su periodo en Roma Denis pinto al aire libre priorizando paisajes famosos como las cascadas de Tivoli a las afueras de Roma, haciendo anotacines en algunos de sus trabajos.
François Marius Granet buscó su consejo cuándo llegó a Roma en 1802. En 1803, fue elegido representante de la Accademia di San Luca.
Simon Denis fue exhibió sus cuadros en varias ocasiones en el Salon de peinture de París : Dos Vue de Rivière. Paysage orné de figures & d'animaux en 1791, con número de catálogo 87 y 740; un Paysage en 1802 (entonces adquirido por el mariscal Murat), con número de catálogo 81; un Cheval se défendant contre un taureau en 1804, con número de catálogo 127 y Des bœufs gardés par des chiens en 1808, con número número de catálogo 170.
Finalmente se asentó en Nápoles en 1806, convirtiéndose en el primer pintor de tribunal para Joseph Bonaparte. A partir de 1809 se convirtió en profesor en la Accademia di Belle Arti. Prosper Barrigue de Fontainieu (1760-1850) fue su pupilo. Denis murió en 1813.